# Please love me
Please love me (jap. ダメな私に恋してください, Dame na Watashi ni Koishite Kudasai) ist eine Mangaserie von Aya Nakahara. Sie erschien von 2013 bis 2016 und ist in die Genres Josei, Comedy und Romantik einzuordnen und wurde in mehrere Sprachen übersetzt.

## Inhalt
Die etwa 30 Jahre alte Michiko Shibata lebt zusammen mit dem Studenten Junta, den sie auch finanziell unterstützt. Doch ihre Firma ging vor einiger Zeit Pleite und die Jobsuche läuft nicht gut, sodass Shibata inzwischen fast mittellos ist. Von ihren früheren Kolleginnen, jünger und mittlerweile schon fest vergeben, wird sie für ihre Beziehung mit dem Studenten ausgelacht. Und da dieser auch nichts davon hält, sie zu heiraten und später für sie zu sorgen, macht sie mit ihm Schluss. Zufällig trifft Shibata auf Akumu Kurosawa, ihrem früheren Abteilungsleiter, den sie und ihre Kollegen noch nie gemocht haben. Er lädt sie ein paar mal zum Essen ein und sie kann sich bei ihm über ihre Sorgen aussprechen. Schließlich bietet er ihr an, in seinem Restaurant als Bedienung zu arbeiten. Shibata ergreift die Chance, muss aber bald feststellen, dass das neue Arbeitsumfeld für sie nicht leicht wird.

## Veröffentlichung
Die Serie erschien von 15. April 2013 (Ausgabe 5/2013) bis 12. August 2016 (Ausgabe 9/2016) im Magazin You, das sich an junge Frauen richtet. Dessen Verlag Shūeisha brachte die 40 Kapitel auch in zehn Sammelbänden (Sammelbänden) heraus. Vom 15. Oktober 2016 (Ausgabe 11/2016) bis 15. Oktober 2018 (Ausgabe 11/2018) erschien dann die Fortsetzung Dame na Watashi ni Koishite Kudasai R, die weitere 24 Kapitel in sechs Bänden umfasst. Während der letzte Band der ersten Serie sich in zwei Wochen nach Veröffentlichung über 80.000 Mal verkaufte, erreichte der sechste Band der Fortsetzung 44.000 verkaufte Exemplare in der gleichen Zeit.
Eine deutsche Übersetzung des Mangas erschien von Juni 2019 bis September 2021 bei Carlsen Manga mit allen zehn Bänden. Delcourt bringt eine französische Fassung heraus und Planet Manga eine italienische.

## Fernsehserie
Im Jahr 2016 wurde vom japanischen Sender TBS eine Adaption des Mangas als Dorama ausgestrahlt. Kyoko Fukada und Dean Fujioka übernahmen die Rollen von Michiko Shibata und Ayumu Kurosawa, Shohei Miura tritt als Daichi Mogami auf. Regie führte Hayato Kawai.